# Strike The Match
Strike The Match е поп песен, написана от Deborah Soshy Epstein и Ryan Tedderза за германското поп трио Монроуз. Песента е част от третия студиен албум на групата I Am. Съпродуценти на песента са Ryan Tedder, Jiant и Snowflakers, като се очаква тя да бъде издадена като първия сингъл от албума на 6 юни 2008 година. Видеото към песента е заснето през май 2008 в Германия.